# Turiasaurus
Turiasaurus ("ještěr z oblasti Turia") je dosud největším známým dinosaurem objeveným v Evropě. Obří sauropod byl objeven v kraji Teruel (podle kterého dostal své jméno) ve východním Španělsku. Žil na přelomu jury a křídy, asi před 150 až 140 miliony let.

## Rozměry

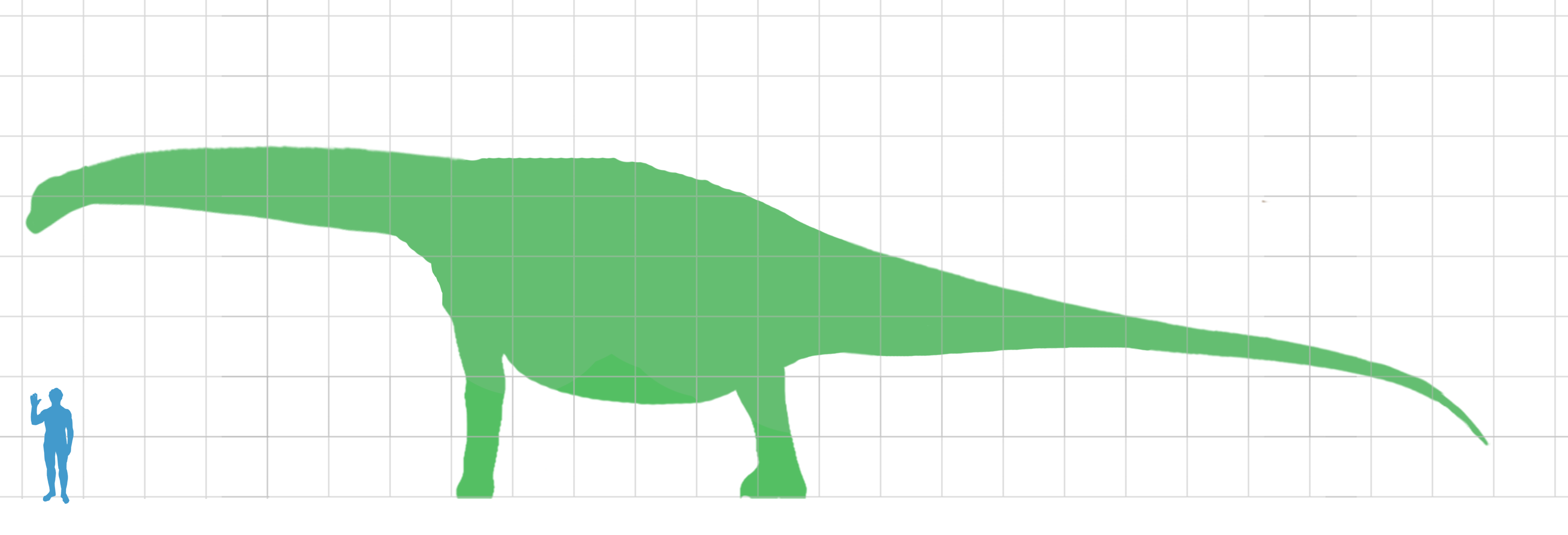
Srovnání velikosti turiasaura a člověka.

Turiasaurus dosahoval délky v rozpětí 30 až 37 metrů a hmotnosti kolem 51 000 kilogramů (tedy zhruba tolik, jako sedm dospělých slonů). V roce 2010 byla na lokalitě Las Hoyas objevena obří stehenní kost o délce 192 cm. Ta mohla patřit právě turiasaurovi. Podobné obří kosti končetin o dílce kolem 2 metrů byly v posledních letech objeveny i ve Francii. Není ale jisté, zda patřily stejnému rodu sauropoda.
Vědecká studie publikovaná v září roku 2020 klade turiasaurovi hmotnost (dle dvou základních metod odhadu) v rozmezí 41 630 až 50 858 kilogramů.

## Systematické zařazení

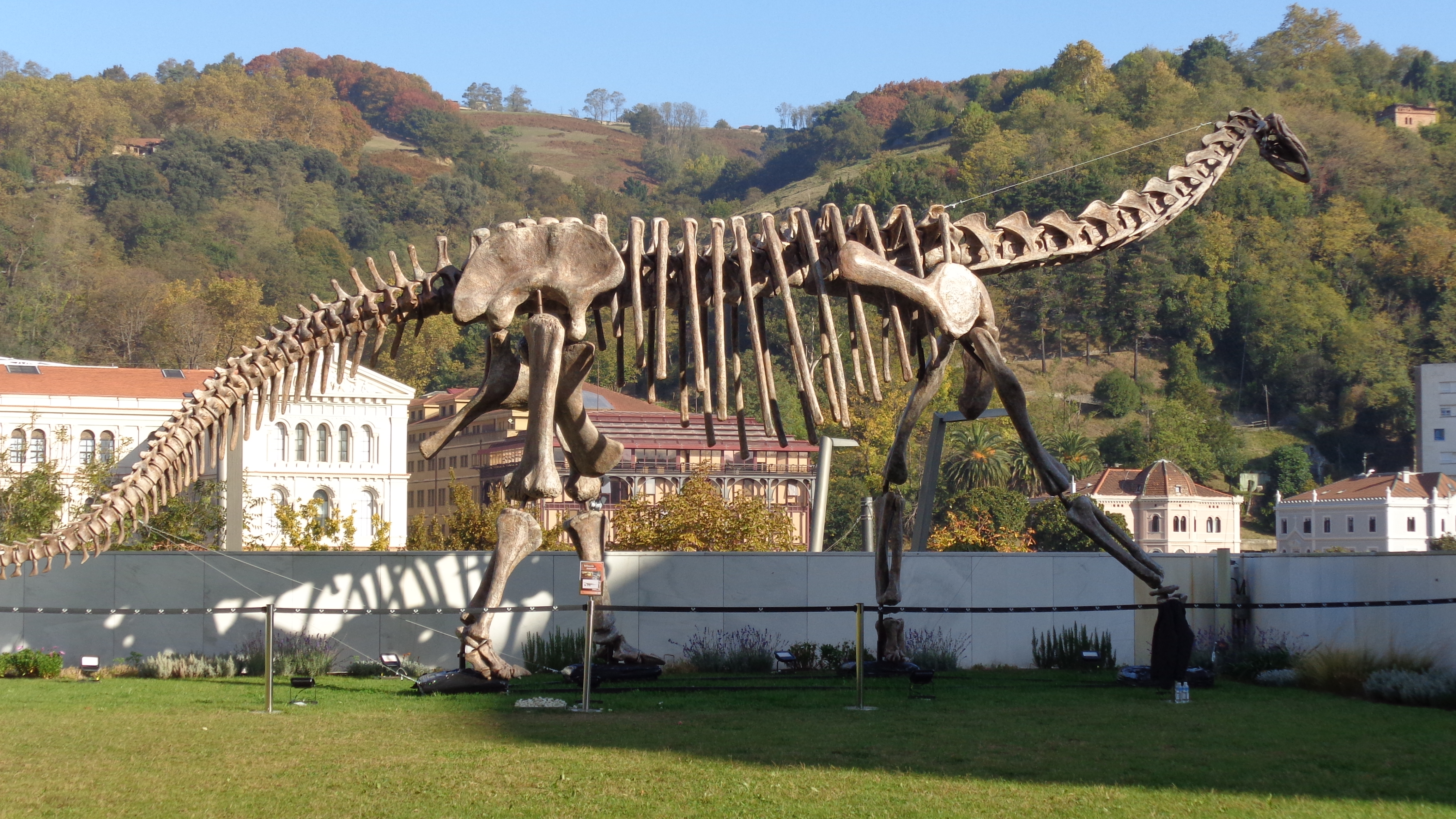
Turiasaurus

Turiasaurus nepatří do žádné dosud vytvořené čeledi sauropodů, proto byl pro něho vytvořen samostatný klad Turiasauria (kam patří také několik dalších sauropodů, konkrétně rody Losillasaurus, Galvesaurus, Moabosaurus, Mierasaurus a Zby). Obratel příbuzného druhu ze skupiny Turiasauria byl objeven také na území Velké Británie. Do této skupiny možná patří také původce fosilních zubů, popsaných ze severní Francie roku 1884 jako Neosodon.

### Česká literatura
- SOCHA, Vladimír (2020). Pravěcí vládci Evropy. Kazda, Brno. ISBN 978-80-88316-75-6. (str. 66-68)